# Анфім V (патріарх Константинопольський)
Патріарх Анфім V (грец. Πατριάρχης Άνθιμος Ε΄; 1779, Редесто Османська імперія — 1842, Константинополь Османська імперія) — Константинопольський патріарх, який займав престол з 6 травня 1841 по 12 червня 1842 року.

## Біографія
Народився в 1779 році в містечку Неохоріо, передмісті Редесто.
У 1815 році обраний митрополитом Агафопольським (Αγαθουπόλεως). У 1821 році призначений на Анхіальську (Αγχιάλου) кафедру, а в 1831 році обраний митрополитом Кізікським.
У 1841 році, після зміщення султаном Абдул-Меджидом I з Константинопольської кафедри патріарха Анфіма IV, був обраний як його наступник. На кафедрі пробув протягом 13 місяців і помер в 1842 році в Константинополі.
Похований в Константинополі у храмі Живоносного джерела.